# Abiel
Abiel – imię męskie pochodzenia biblijnego, oznaczające w języku hebrajskim „Bóg jest moim ojcem”.